# 草凪みずほ
草凪 みずほ（くさなぎ みずほ、1979年2月3日 - ）は、日本の漫画家。熊本県出身で、血液型はO型。
2002年、「御神兄弟がゆく!?」で第27回白泉社アテナ新人大賞優秀新人賞を受賞する。翌2003年に『花とゆめ』（白泉社）に掲載された「よいこの心得」で読み切りデビューを果たし、後に同作品が連載化したことにより第28回白泉社アテナ新人大賞デビュー優秀者賞を受賞する。
代表作は、2009年より『花とゆめ』で連載中の『暁のヨナ』。同作品は、2014年にテレビアニメ化された。
熊本地震で被災し、執筆中だった『暁のヨナ』の連載が中断した。

## 作品リスト

### 連載
単行本は全て、白泉社の花とゆめコミックスから発売されている。
- よいこの心得（『花とゆめ』・『ザ花とゆめ』、2003年 - 2004年・2006年、全2巻）
- 夢幻スパイラル（『花とゆめ』、2004年、全2巻）
- ゲーム×ラッシュ（『花とゆめ』、2005年、全2巻）
- NGライフ（『花とゆめ』・『ザ花とゆめ』、2006年 - 2009年、全9巻）
- 暁のヨナ（『花とゆめ』、2009年 - 連載中、既刊46巻）

### 読み切り
- 黒檻姫と渇きの王（『ザ花とゆめ』[5]、2009年[6]）
- 僕の小鳥さん（『ザ花とゆめ』、2014年）[6]
- 暁のヨナ（『ザ花とゆめアオハル』花ゆめファンタジー作品学園パロディ「学パロ！」、2020年）[7][8]

## 関連人物
- 松下容子 - かつて松下のアシスタントを務めていた[9]。